# Vangaindrano Airport
Vangaindrano Airport är en flygplats i Madagaskar. Den ligger i den södra delen av landet, 500 km söder om huvudstaden Antananarivo. Vangaindrano Airport ligger 13 meter över havet.
Terrängen runt Vangaindrano Airport är platt. Runt Vangaindrano Airport är det ganska tätbefolkat, med 60 invånare per kvadratkilometer. Närmaste större samhälle är Vangaindrano, 1,8 km öster om Vangaindrano Airport. Omgivningarna runt Vangaindrano Airport är en mosaik av jordbruksmark och naturlig växtlighet.